# Гирло річки Корсак
Гирло р. Корсак — ландшафтний заказник місцевого значення. Об'єкт розташований на території Приазовського району Запорізької області, на схід від смт Приазовське.
Площа — 800 га, статус отриманий у 1984 році.
Заказник належить до переліку природно-заповідних територій, особливо важливих для збереження біорізноманіття Запорізької області.